# Naufragio del motoveliero Trebbo
Il naufragio del motoveliero Trebbo è stato un sinistro marittimo che ha coinvolto l'imbarcazione italiana "Trebbo", che per un incendio sviluppato a bordo il 22 giugno 1955, si è spiaggiato nell'isola di Caprera nell'arcipelago di La Maddalena in Sardegna. In seguito all'incidente, la spiaggia ha preso il nome di "spiaggia del Relitto".

## Storia
Il giorno 22 giugno 1955, il motoveliero "Trebbo" - iscritto al nº 95 delle matricole di Ravenna - proveniente da Savona e diretto a Cagliari, attraversava il largo di Caprera con a bordo un carico di circa 500 tonnellate di carbone fossile. Intorno alle ore 7 del mattino, arrivato nella posizione che indicava una latitudine di 41°23′ N e una longitudine di 9° 47′ E, nel locale macchina si è sprigionato un violento incendio che ha investito successivamente anche la timoneria.
L'incendio si è sviluppato con tale veemenza che per il motorista, appena salito in coperta per controllare la fuoriuscita dell'acqua, è stato difficile scendere a dare l'allarme all'equipaggio di guardia che riposava, e risalire con loro in coperta. Tutti i membri dell'equipaggio si sono rifugiati verso la prora dove era disponibile l'unico estintore, senza avere il tempo per isolare la lancia di salvataggio ed il battello posizionati verticalmente ai lati della timoneria, che sono stati distrutti. I documenti di bordo ed i valori personali e della nave non sono stati recuperati.
In seguito ai segnali di richiamo lanciati verso il motoveliero "Sacro Cuore di Gesù", incrociato poco prima, questo ha invertito la rotta avvicinandosi al "Trebbo" nel tentativo di effettuare un rimorchio, non riuscendo a spegnere l'incendio. Data l'inadeguata potenza di trazione e il maltempo, l'operazione di rimorchio non ha avuto successo.
Tutto l'equipaggio del "Trebbo", incluso il capitano, hanno dovuto abbandonare temporaneamente la nave incendiata per mettersi al riparo sul "Sacro Cuore di Gesù", nel tentativo di raggiungere il punto più vicino della costa sarda, Capo Ferro, per dare l'allarme all'Autorità Marittima, richiedendo l'intervento di adeguati mezzi di soccorso e l'invio sul posto di un medico (un marinaio era rimasto ferito, riportando ferite da ustioni).
Alle 11:35 è partita in aiuto ai naufraghi ospitati sul "Sacro Cuore di Gesù" la moto pesca "SS Trinità", unico mezzo a motore reperibile in quel momento sul posto, che ha raggiunto i naufraghi alle ore 12:20. Sul posto era arrivato in motoscafo anche un medico della Marina Militare per curare il ferito. Intorno alle ore 13:30, il motoveliero "Trebbo" è stato avvicinato da due unità della Marina Militare, il rimorchiatore "Panaria" e la motobarca pompa "MNE 6" che hanno diretto le operazioni di spegnimento delle fiamme che non accennavano a diminuire e il rimorchio del motoveliero, rinforzato da un cavo di acciaio, oltre a due gomene utilizzate fino ad allora.
Alle ore 15:15 è giunto sul posto il secondo rimorchiatore della Marina Militare, l'"Albenga", che affiancatosi al moto vela, ha diretto il getto d'acqua della sua manichetta sui focolai dell'incendio. Per evitare di perdere nei fondali alti sia la nave che il carico, il motoveliero ancora in fiamme, è stato portato per essere arenato sui fondali bassi e calmi della spiaggia riparata di Punta Rossa, sull'Isola di Caprera. L'arenamento, eseguito con l'ausilio del rimorchiatore "Albenga", si è concluso intorno alle ore 17:50. Il motoveliero è stato adaggiato con la prua a terra e subito dopo si è proceduto con il totale allagamento, per permettere l'assestamento sul fondo ed il totale spegnimento dell'incendio.

### Cause
Tutte le deposizioni hanno portato ad escludere il dolo e la colpa, inducendo a ritenere che l'incendio sia stato un evento puramente fortuito. Tutti i membri dell'equipaggio avevano perduto documenti, denaro e vestiario e il motorista, prima di salire in coperta e qualche minuto prima dello scoppio dell'incendio, aveva controllato il perfetto funzionamento di tutti gli apparati a bordo. La sua convinzione, dopo aver notato la fiammata sprigionarsi dalla paratia in legno rivestita da lamiera leggera (che separava l'unica stiva dal locale macchina), è stata che si sia verificato il surriscaldamento del carbone e la combustione dei gas. Un'ulteriore ipotesi è stata quella del corto circuito provocato dell'accensione dei gas.

## Spiaggia del Relitto
Resti del motoveliero "Trebbo" si trovano ancora arenati a Caprera, visibili sulla spiaggia di Cala Andreani, ribattezzata la "Spiaggia del Relitto" in seguito al naufragio del 1955. La spiaggia, da anni Bandiera blu sostenibilità ambientale, il paesaggio incontaminato e la sabbia bianca e sottile, occupa un tratto della costiera orientale del promontorio di Punta Rossa, a sud-est di Caprera, seconda isola per dimensioni del Parco nazionale dell'arcipelago di La Maddalena.